# 林韋希
林韋希（韓語：린웨이시／임위희Im Wi hui，2002年1月16日—），藝名為Kelly（韓語：켈리），是一名在韓國發展的中華民國女歌手，曾參加中國選秀節目《青春有你 2》，現為韓國女子團體TRI.BE的成員，官方定位為領唱，2021年2月17日在韓國出道。

## 演藝生涯

### 出道前
2020年3月12日，以Lion Heart娛樂練習生身份參加中國選秀節目《青春有你 2》，在第一輪遭到淘汰。

### 2021年至今：TRI.BE
2021年1月5日，TRI.BE官方公布林韋希為團體成員之一。

## 影視作品

### 綜藝節目
| 年份   | 日期           | 電視台、影音頻道 | 節目名稱       | 集數 | 備註             |
| ------ | -------------- | ---------------- | -------------- | ---- | ---------------- |
| 2020年 | 3月12日-6月6日 | 愛奇藝           | 《青春有你 2》 | 23   | 在第一輪遭到淘汰 |

## 外部連結
- Kelly的新浪微博